# Jakobinermütze (Heraldik)

Jakobinermütze im Wappen Paraguays (Sello de Hacienda) vom Löwen hochgehalten

Die Jakobinermütze, auch als Phrygische Mütze bezeichnet, ist in der Heraldik eine Wappenfigur, die gern als Freiheits- und Unabhängigkeitssymbol verwendet wird. Sie trägt einen revolutionären und ideologischen Charakter, ähnlich den der Bruder- und Treuehände. Diese Zeichen treten gehäuft in Wappen und Fahnen Mittel- und Südamerikas auf, so neben dem Beispiel Paraguays auch im Wappen El Salvadors. Selten ist die Mütze allein im Wappen. Sie ist überwiegend ein die Wappenaussage unterstützendes Beiwerk.
Die Wappenfigur kann im Schild, im Oberwappen oder auch als Prachtstück neben oder hinter dem Wappenschild sein. Die bevorzugte Farbe ist Rot. Die Mütze wird gern auf einen Stab empor gehalten. Als Palmetto ist sie ein Symbol seit 1802 auf einem Freiheitsbaum im Wappen von Santo Domingo. Auch im chilenischen Wappen lässt sich die Phrygische Mütze seit 1816 nachweisen.